# Hellgrammite (cómic)
Hellgrammite (Roderick Rose) es un supervillano que aparece en los cómics publicados por DC Comics, comúnmente como enemigo de Superman, Batman, Creeper, Flecha Verde y Canario Negro.
En la serie Supergirl, Hellgrammite es interpretado por Justice Leak.

## Historial de publicaciones
Hellgrammite hizo su debut en The Brave and the Bold #80 (noviembre de 1968) creado por Bob Haney y Neal Adams. En este número, luchó contra Batman y Creeper.

## Biografía ficticia

### Pre-Crisis
Un entomólogo llamado Roderick Rose, Hellgrammite se somete a un proceso mutagénico que lo transforma en un insectoide parecido a un saltamontes. El tiene una fuerza sobrehumana y habilidades para saltar, el poder de trepar por las paredes, tejer capullos transformadores o aprisionadores y un exoesqueleto duradero. Varios de sus planes giran en torno a transformar a otros en versiones subordinadas más débiles de sí mismo, lo que lleva a enfrentamientos con Batman y Creeper en The Brave and the Bold #80, y con Flecha Verde y Canario Negro en World's Finest Comics #248-249.

### Post-Crisis
En el Universo DC Post-Crisis, Hellgrammite regresa como un enemigo recurrente de Superman, y se encuentra por primera vez con el Hombre de Acero después de ser contratado (por el entonces miembro de la junta de LexCorp, George Markham) para matar a Lex Luthor. Durante el cruce de Underworld Unleashed, hace un trato con Neron, intercambiando su alma a cambio de mayores poderes físicos y una capacidad mejorada para transformar a otros en sus drones. En un número único, Underworld Unleashed: Patterns of Fear # 1, se afirmó que una vez había usado el alias Robert Dobson.
Aunque hubo rumores de la muerte de Hellgrammite como miembro del Escuadrón Suicida durante la crisis de Imperiex, fue un villano similar llamado Larvanaut quien murió. Se le ha visto con vida Un Año Después, siendo todavía miembro de la galería de villanos de Superman, actuando como asesino de Intergang.
Tras la destrucción de Star City a manos de Prometheus, el nuevo Batman lidera una Liga de la Justicia recién formada en una cacería para rastrear a los diversos villanos que ayudaron a Prometheus en su trama. El equipo encuentra a Hellgrammite y varios otros villanos que intentan huir del país y se produce una batalla. Hellgrammite finalmente es derrotado después de que Donna Troy ata a una villana llamada Harpi con su lazo y luego la lanza hacia el villano, dejándolos inconscientes a ambos.

## Poderes y habilidades
Hellgrammite es súper fuerte y duradero, capaz de saltar largas distancias, secretar adhesivos y producir capullos para encarcelar a sus enemigos o transformarlos en versiones de sí mismo como drones. En ambas formas, tiene experiencia en entomología.

## En otros medios

### Televisión
- Hellgrammite hace apariciones sin hablar en Liga de la Justicia Ilimitada. Después de una aparición menor en el episodio "The Cat and the Canary" como participante en "Meta-Brawl" de Ruleta, regresa en el episodio "Alive!" como miembro de la Sociedad Secreta de Gorilla Grodd. Antes y durante el último episodio, Lex Luthor tomó el mando del grupo, pero Grodd organiza un motín. Hellgrammite se pone del lado de este último y derrota a Cheetah, pero termina congelado por Killer Frost y asesinado fuera de la pantalla por Darkseid junto con los otros leales a Grodd.
- Hellgrammite aparece en el episodio de Batman: The Brave and the Bold, "Time Out for Vengeance!", con la voz de John DiMaggio.
- Hellgrammite aparece en Supergirl, interpretado por Justice Leak.[6] Esta versión es parte de una raza alienígena llamada Hellgrammites que posee la capacidad de camuflarse como un humanoide, fuerza sobrehumana y la capacidad de disparar púas capaces de perforar metal, aunque requiere fuentes de DDT para sobrevivir, ya que es la más cercana análoga a la comida de su pueblo. Además, fue encarcelado en una prisión de máxima seguridad de la Zona Fantasma llamada Fort Rozz antes de que se estrellara en la Tierra, lo que permitió que los reclusos escaparan. En el episodio de la primera temporada "Stronger Together", su compañera fugitiva Astra In-Ze lo obliga a secuestrar a su sobrina Supergirl, pero es frustrado por la hermana de esta última, Alex Danvers, y encarcelado en una instalación del Departamento de Operaciones Extranormales (DEO). En el episodio de la cuarta temporada "Ahimsa", un topo DEO permite que Mercy y Otis Graves organicen una fuga de la prisión para que puedan provocar relaciones hostiles hacia los extraterrestres. Después de escapar y ser hipnotizado por Ben Lockwood para causar el caos, Hellgrammite ataca un carnaval hasta que Supergirl lo derrota, aunque mata a los Graves por parecer amenazarlo antes de rendirse a la DEO.

### Varios
Hellgrammite aparece en Adventures in the DC Universe #17.